# José da Costa Moellmann
José da Costa Moellmann (Florianópolis, 7 de novembro de 1897 – 19 de abril de 1966) foi um político e empresário brasileiro.
Filho de Eduardo Moellmann e Arida da Costa Moellmann, neto de Karl Moellmann e Emilyana J. Moellmann (alemães). Casou em 27 de novembro de 1924 com Ana Elisa Ribeiro, pais de Lígia Doutel de Andrade. Trabalhou no Departamento de Estradas de Rodagem (DER) de Santa Catarina de 1927 a 1930.
Foi Prefeito de Florianópolis de 1930 a 1935. Foi Secretário de Estado da Fazenda de 1933 a 1935. Mais tarde constituiu uma firma de construções, Moellmann & Ráu, responsável dentre outros pela construção do Instituto Estadual de Educação (IEE) em Florianópolis.
Morreu em 19 de abril de 1966.